# 63. Internationale Sechstagefahrt

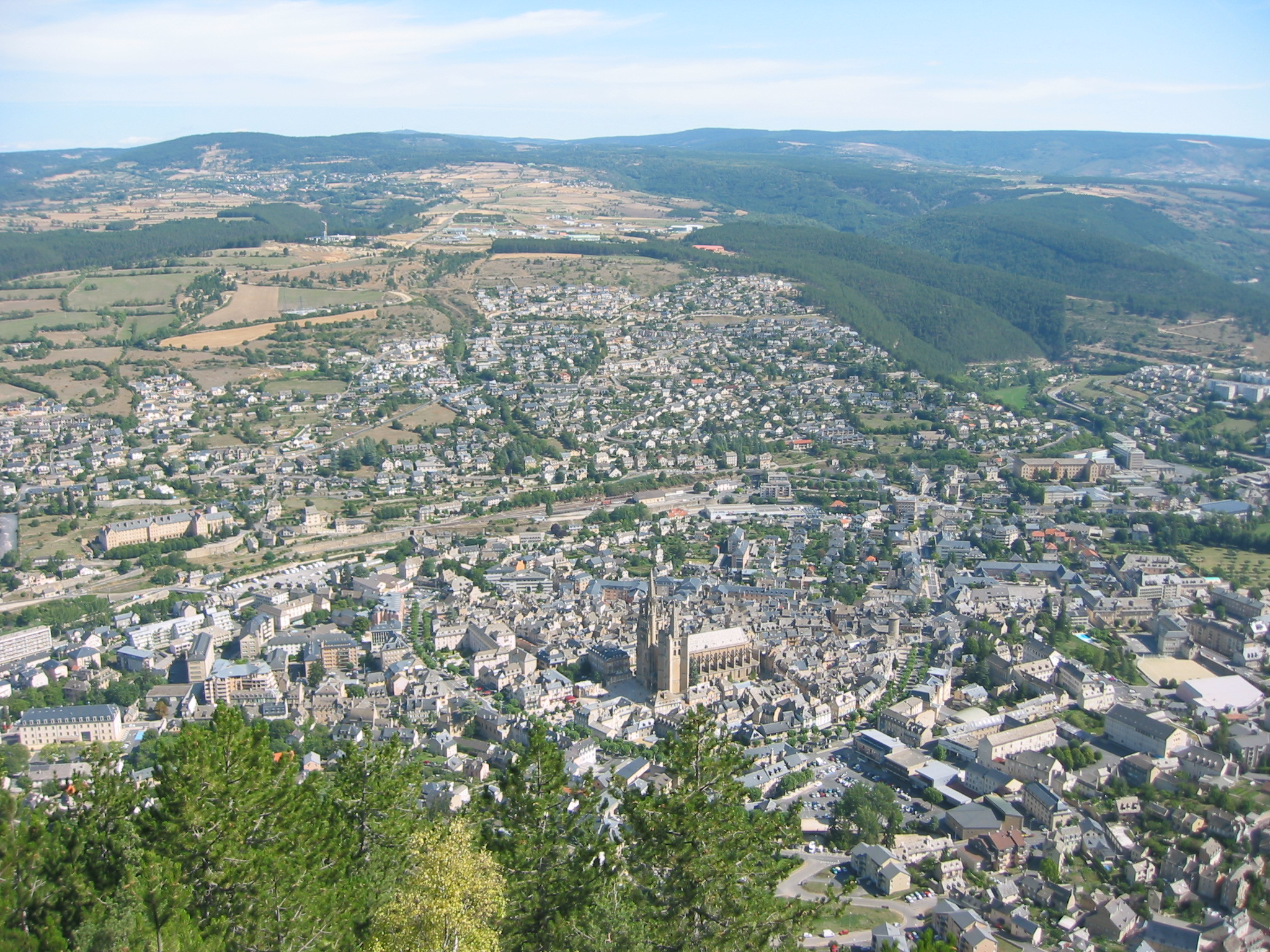
Mende, Start- und Zielort der einzelnen Etappen.

Die 63. Internationale Sechstagefahrt war die Mannschaftsweltmeisterschaft im Endurosport und fand vom 5. bis 10. September 1988 im französischen Mende sowie im südlichen Zentralmassiv statt. Die Nationalmannschaft des Gastgebers Frankreich gewann zum ersten Mal die World Trophy. Die Nationalmannschaft Italiens konnte zum zweiten Mal die Junior World Trophy gewinnen.

## Wettkampf

### Organisation
Der Wettbewerb fand nach der 12. (1930) und 55. Internationalen Sechstagefahrt (1980) zum dritten Mal in Frankreich statt.
Um die World und Junior World Trophy fuhren Mannschaften aus 19 bzw. 15 Nationen. Zudem waren 28 Fabrik-, 73 Club-Mannschaften sowie 8 Einzelfahrer am Start.
DDR, BRD, Österreich und die Schweiz nahmen jeweils an World und Junior World Trophy teil.
Die Sonderprüfungen an der ersten fünf Fahrtagen waren täglich jeweils eine Beschleunigungsprüfung sowie zwei Motocrossprüfungen.

### 1. Tag
Von den gemeldeten Fahrern nahmen 425 den Wettkampf auf. Die erste Tagesetappe führte in zwei identischen Runden über insgesamt 244 Kilometer. Das Wetter war niederschlagsfrei.
In der World Trophy führte die Mannschaft Frankreichs vor Italien und der Mannschaft der Tschechoslowakei. Die Mannschaft der DDR lag auf dem 4., die BRD auf dem 6 Platz. Österreich und die Schweiz lagen auf Platz 11 bzw. 13.
In der Junior World Trophy führte die Mannschaft Italiens vor Finnland und Frankreichs. Die Mannschaft der DDR folgte auf dem 4. Platz, die Schweiz lag auf Platz 11, die BRD auf Platz 13. Die Mannschaft Österreich hatte bereits einen Fahrerausfall zu verzeichnen und lag vorerst auf dem 15. und damit letzten Platz.

### 2. Tag
Am zweiten Fahrtag wurde die Strecke des ersten Tages in entgegengesetzter Richtung gefahren. Das Wetter war unverändert.
In der World Trophy führte Italien vor Frankreich und  der Tschechoslowakei. Die Mannschaft der BRD lag auf dem 5. Platz. In der Mannschaft der DDR schied Thomas Bieberbach infolge technischem Defekt aus: Nur 16 Kilometer vor dem Ziel war die Simson 80 nicht mehr in Gang zu bringen. Für das Team bedeutete dies fortan täglich 15.000 Punkte und vorerst Platz 14.
In der Junior World Trophy führte Italien vor Frankreich und der Mannschaft Finnlands. Das Team der DDR lag auf dem 5. Platz.

### 3. Tag
Die Strecke des dritten Tages waren wieder 2 Runden über insgesamt 274 Kilometer. Das Wetter war weiterhin trocken.
In der World Trophy führte die Mannschaft Frankreichs vor Italien und der Mannschaft der Tschechoslowakei. Die Mannschaft der BRD lag unverändert auf dem 5., die DDR auf dem 14. Platz. Die Schweiz und Österreich lagen auf Platz 9 bzw. 10.
In der Junior World Trophy führte Italien vor Finnland und der Mannschaft der USA. Das Team der BRD lag auf dem 4. Platz, gefolgt von der DDR auf Platz 5.

### 4. Tag
Am vierten Tag wurde die Strecke des Vortags in umgekehrter Richtung befahren. Das Wetter war nach wie vor niederschlagsfrei.
In der World Trophy führte unverändert die Mannschaft Frankreichs vor Italien und der Mannschaft der Tschechoslowakei. Das Team der BRD lag weiter auf dem 5. Platz, die Schweiz belegte Platz 9. In der Mannschaft der DDR schied als zweiter Fahrer Harald Sturm aufgrund gebrochener Kupplungswelle an seiner MZ 250 aus dem Wettbewerb. Vorerst belegte das Team Platz 16.
In der Junior World Trophy führte Italien vor Finnland und der bundesdeutschen Mannschaft. Die Mannschaft der DDR folgte auf dem 4. Platz.

### 5. Tag
Die Strecke des fünften Tages war 230 Kilometer lang und beinhaltete zwei identische Runden.
In der World Trophy führte nach wie vor die Mannschaft Frankreichs vor Italien und der Tschechoslowakei. Die Mannschaft der BRD belegte Platz 7, die Schweiz Platz 10. Das Team der DDR belegte unverändert Platz 16.
In der Junior World Trophy führte ebenso unverändert Italien vor Finnland und der bundesdeutschen Mannschaft. Das Team der DDR folgte wie am Vortag auf dem 4. Platz.

### 6. Tag
Am letzten Fahrtag waren 88 Kilometer Strecke zu fahren. Das Abschluss-Motocrossrennen als letzte Sonderprüfung fand in Le Choizal statt. Es waren schnellstmöglich 6 Runden à 2 Kilometern Länge zu absolvieren.
Von 425 am ersten Tag gestarteten Fahrern erreichten 335 das Ziel.

## Endergebnisse

### World Trophy
| Platz | Team                            | Punkte     |
| ----- | ------------------------------- | ---------- |
| 1.    | Frankreich                      | 473,20     |
| 2.    | Italien                         | 485,96     |
| 3.    | Tschechoslowakei                | 1.367,45   |
| 4.    | Niederlande                     | 2.527,38   |
| 5.    | Vereinigtes Königreich          | 2.593,40   |
| 6.    | Finnland                        | 3.043,85   |
| 7.    | BR Deutschland                  | 3.539,58   |
| 8.    | Spanien                         | 6.130,31   |
| 9.    | Vereinigte Staaten              | 6.581,42   |
| 10.   | Schweiz                         | 9.740,70   |
| 11.   | Österreich                      | 9.948,85   |
| 12.   | Kanada                          | 30.232,12  |
| 13.   | Portugal                        | 62.185,50  |
| 14.   | Australien                      | 54.320,00  |
| 15.   | Irland                          | 110.589,75 |
| 16.   | Deutsche Demokratische Republik | 121.198,31 |
| 17.   | Belgien                         | 127.075,68 |
| 18.   | Schweden                        | 135.529,29 |
| 19.   | Polen                           | 182.409,69 |

### Junior World Trophy
| Platz | Team                            | Punkte     |
| ----- | ------------------------------- | ---------- |
| 1.    | Italien                         | 839,50     |
| 2.    | Finnland                        | 1.586,75   |
| 3.    | BR Deutschland                  | 2.216,36   |
| 4.    | Deutsche Demokratische Republik | 2.332,71   |
| 5.    | Vereinigtes Königreich          | 4.031,90   |
| 6.    | Spanien                         | 4.197,00   |
| 7.    | Polen                           | 4.969,77   |
| 8.    | Frankreich                      | 6.355,17   |
| 9.    | Tschechoslowakei                | 6.988,48   |
| 10.   | Niederlande                     | 37.091,55  |
| 11.   | Vereinigte Staaten              | 47.536,96  |
| 12.   | Österreich                      | 95.362,61  |
| 13.   | Schweden                        | 112.358,29 |
| 14.   | San Marino                      | 121.650,07 |
| 15.   | Schweiz                         | 128.459,93 |

### Club-Mannschaften
| Platz | Team             | Punkte   |
| ----- | ---------------- | -------- |
| 1.    | Club             | 647,25   |
| 2.    | UAMK 1           | 1.301,75 |
| 3.    | Club A           | 1.305,79 |
| 4.    | Nice             | 1.396,61 |
| 5.    | Vasteras MK      | 1.463,38 |
| 6.    | Bergamo          | 1.790,13 |
| 7.    | Morena           | 2.196,99 |
| 8.    | Checkpoint MC    | 2.319,02 |
| 9.    | ADAC Karlsruhe   | 2.323,08 |
| 10.   | Gotams Enkpoking | 2.629,76 |

### Fabrik-Mannschaften
| Platz                       | Team      | Punkte     |
| --------------------------- | --------- | ---------- |
| 1.                          | Yamaha    | 141,12     |
| 2.                          | TM        | 331,01     |
| 3.                          | Jawa I    | 669,93     |
| 4.                          | Honda CTI | 942,83     |
| 5.                          | KTM       | 1.170,40   |
| 6.                          | MZ II     | 1.297,51   |
| 7.                          | Suzuki    | 3.122,83   |
| 8.                          | Jawa II   | 3.487,93   |
| 9.                          | Jawa III  | 3.977,14   |
| 10.                         | KTM I     | 4.819,29   |
| 0000{\displaystyle \vdots } |           |            |
| 20.                         | MZ I      | 45.601,33  |
| 0000{\displaystyle \vdots } |           |            |
| 24.                         | Simson II | 91.433,21  |
| 0000{\displaystyle \vdots } |           |            |
| 27.                         | Simson I  | 165.236,47 |

### Einzelwertung
| Klasse                  | Klassensieger (Motorrad)         | Punkte   |
| ----------------------- | -------------------------------- | -------- |
| bis 80 cm³ (Zweitakt)   | Gian Marco Rossi (TM)            | 5.015,57 |
| bis 125 cm³ (Zweitakt)  | Angelo Signorelli (KTM)          | 4.839,43 |
| bis 250 cm³ (Zweitakt)  | Tullio Pellegrinelli (Husqvarna) | 4.679,92 |
| bis 350 cm³ (Viertakt)  | Thierry Charbonnier (Yamaha)     | 4.956,18 |
| bis 500 cm³ (Zweitakt)  | Stéphane Peterhansel (Yamaha)    | 4.619,83 |
| über 500 cm³ (Viertakt) | Laurent Pidoux (Husqvarna)       | 4.822,42 |